# Hans-Henning Axthelm

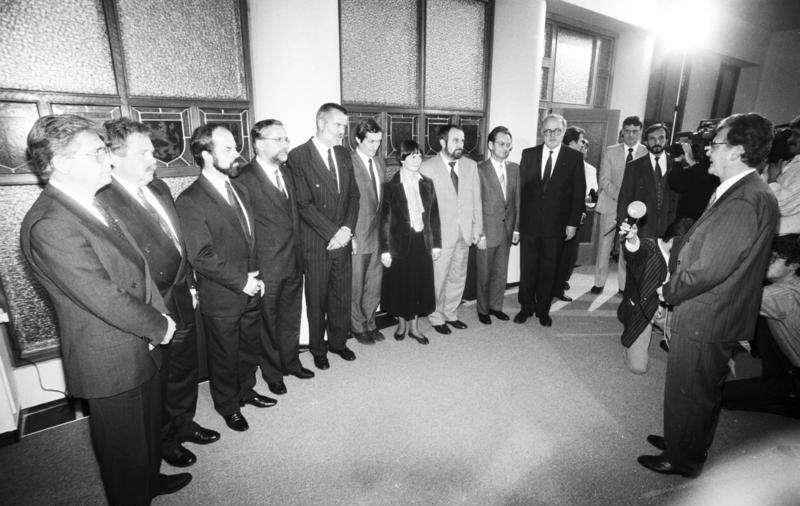
Landesregierung Thüringen 1990, Axthelm 5. v.l.

Hans-Henning Axthelm (* 24. August 1941 in Allstedt) ist ein deutscher Arbeitsmediziner und Politiker (CDU).

## Leben und Beruf
Nach dem Abitur nahm Axthelm ein Studium der Medizin an der Friedrich-Schiller-Universität Jena auf, das er 1966 mit dem Staatsexamen und einer Promotion beendete. Anschließend legte er die Prüfungen als Facharzt für Innere Medizin und Arbeitsmedizin ab. Ab 1994 war er bis zu seiner Pensionierung als Arbeitsmediziner im gewerbeärztlichen Dienst des Landes Thüringen tätig.
Hans-Henning Axthelm ist verheiratet und hat einen Sohn.

## Partei
Axthelm trat 1959 der Blockpartei Ost-CDU bei.

## Abgeordneter
Axthelm war von März bis Oktober 1990 Mitglied der ersten frei gewählten DDR-Volkskammer. 1990 wurde er in den Thüringer Landtag gewählt, dem er bis 1994 angehörte. Des Weiteren war er Ratsmitglied der Stadt Eisfeld.

## Öffentliche Ämter
Axthelm wurde am 8. November 1990 als Minister für Soziales und Gesundheit in die von Ministerpräsident Josef Duchač geführte Regierung des Landes Thüringen berufen und gehörte seit Februar 1992 auch der von Ministerpräsident Bernhard Vogel geleiteten Folgeregierung an. Am 27. August 1992 trat er von diesem Amt zurück, nachdem er einem ehemaligen inoffiziellen Mitarbeiter des Ministeriums für Staatssicherheit einen Pachtvertrag für ein staatliches Erfurter Großhotel in Bestlage vermittelt hatte – zu Konditionen, die von Experten als „Lizenz zum Gelddrucken“ bezeichnet wurden. Axthelm war bereits zuvor unter Druck geraten, nachdem er seinen neun Monate alten Dienstwagen (Neupreis 50.000 DM) für 32.000 DM an einen Parteifreund veräußert hatte. Nach dem verkündeten Rücktritt, jedoch noch als amtierender Minister, wurde er bei dem Diebstahl eines Pornoheftes und einer Flasche Hundeshampoo im Gesamtwert von 10,69 DM erwischt.